# Jan Swillens
Jan Renger (Jan) Swillens (20 augustus 1967) is een Nederlands luitenant-generaal van de Koninklijke Landmacht. Met ingang van 8 maart 2024 is hij de Commandant Landstrijdkrachten.

## Militaire loopbaan
Swillens startte zijn militaire loopbaan in 1985 als cadet bestemd voor het Wapen der Infanterie aan de Koninklijke Militaire Academie (KMA). Na de KMA opleiding afgerond te hebben volgde hij vanaf oktober 1989 de commando-opleiding bij het Korps Commandotroepen (KCT), behaalde zijn groene baret en kreeg een startfunctie als pelotonscommandant bij het KCT.
In juli 2012 werd Swillens commandant van het Korps Commandotroepen. Als commandant van het KCT trad Swillens regelmatig in de openbaarheid om in de media uitleg te geven over het werk van zijn eenheid.
Vervolgens werd Swillens in 2016 bevorderd tot brigadegeneraal en kreeg hij het bevel over 43 Gemechaniseerde Brigade.
Van 2019 tot februari 2024 was Swillens directeur van de Militaire Inlichtingen- en Veiligheidsdienst (MIVD), hij werd hiervoor bevorderd tot generaal-majoor.
In 2024 werd hij bevorderd tot luitenant-generaal en nam hij de functie van Commandant Landstrijdkrachten over van Martin Wijnen.

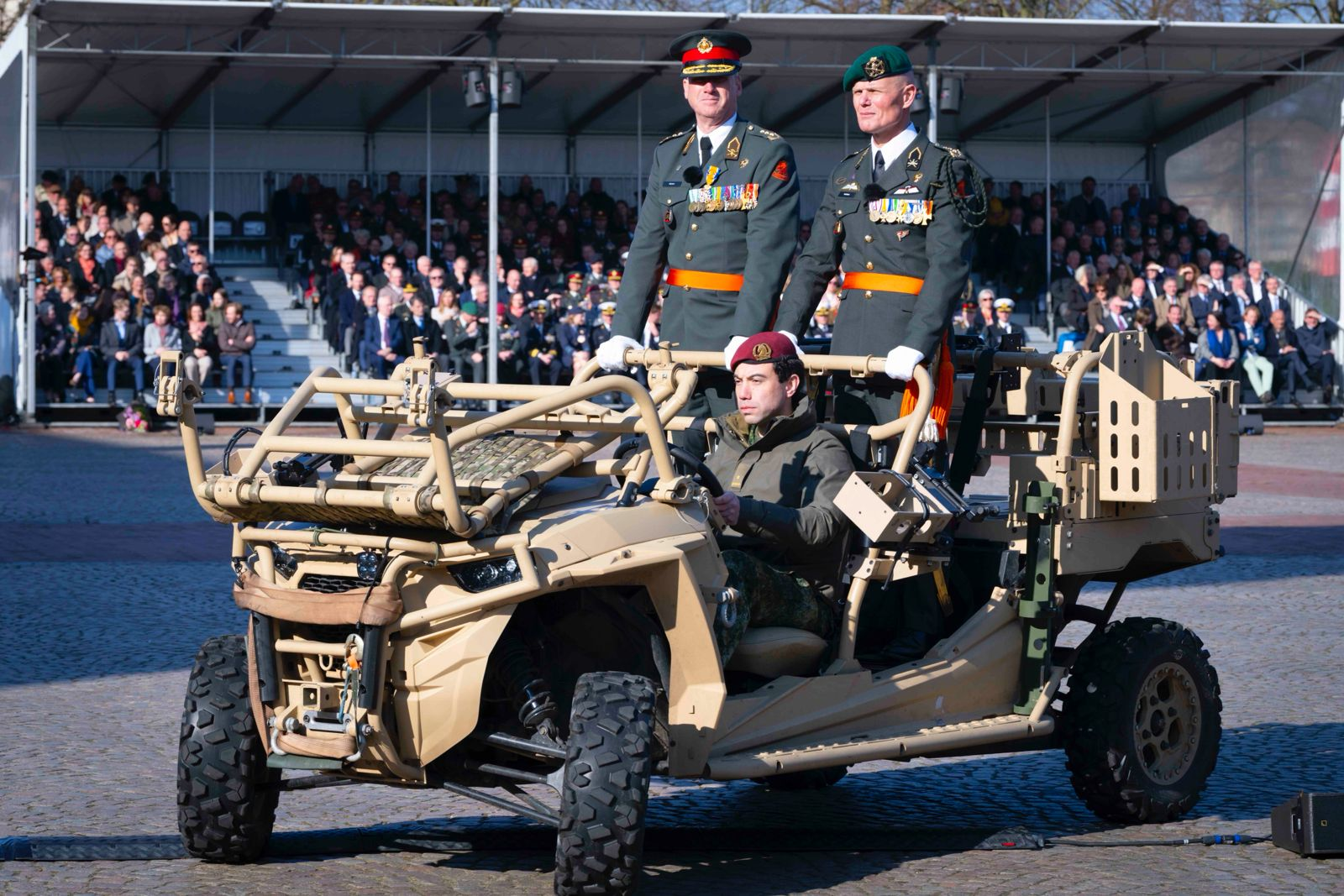
Commando-overdracht C-LAS van Wijnen (links) aan Swillens

## Carrière
- Pelotonscommandant bij 104 Waarnemings- en verkenningscompagnie, Korps Commandotroepen
- Pelotonscommandant bij 48 Pantserinfanteriebataljon Regiment van Heutsz
- Commandant Helikopter Instructie Groep (HIG), 11 Luchtmobiele Brigade
- Commandant Charlie-compagnie, 12 Infanteriebataljon Regiment van Heutsz, 11 Luchtmobiele Brigade
- Commandant 105 Commandotroepencompagnie, Korps Commandotroepen
- Hogere Defensie Vorming aan het Instituut Defensie Leergangen (IDL)
- Afdeling Plannen, Defensiestaf
- United States Army Command and General Staff College, Fort Leavenworth (Kansas), Verenigde Staten
- Hoofd Sectie 3, Staf 11 Luchtmobiele Brigade
- Commandant 12 Infanteriebataljon Regiment van Heutsz, 11 Luchtmobiele Brigade (luitenant-kolonel)
- Hoofd Joint Speciale Operaties (JSO), Directie Operaties (DOPS), Defensiestaf
- 2012 – 2016 – Commandant Korps Commandotroepen (kolonel)
- 2016 – 2019 – Commandant 43 Gemechaniseerde Brigade (brigadegeneraal)[5]
- 2019 – 2024 – Directeur MIVD (generaal-majoor)[3]
- 2024 – heden – Commandant Landstrijdkrachten (luitenant-generaal)

## Decoraties
| Decoratie | Naam                                                                       |
| --------- | -------------------------------------------------------------------------- |
|           | Herinneringsmedaille Vredesoperaties met gesp ISAF en cijfer 2             |
|           | Onderscheidingsteken voor Langdurige Dienst als officier met jaarteken XXX |
|           | Inhuldigingsmedaille 2013                                                  |
|           | Landmachtmedaille                                                          |
|           | Kruis voor betoonde marsvaardigheid met cijfer 3                           |
|           | Vaardigheidsmedaille van de Nederlandse Sport Federatie (NSF) met cijfer 4 |
|           | TMPT Kruis (KNVRO)                                                         |
|           | NATO Meritorious Service Medal                                             |
|           | NATO Non-Article 5-medaille met gesp ISAF en cijfer 2                      |
|           | Ehrenkreuz der Bundeswehr in Gold (Duitsland)                              |
|           | C-LAS-legpenning in goud (nr. 55)                                          |

Swillens is gerechtigd tot het dragen van de volgende insignes:
| Insigne | Naam |
| ------- | --- |
|         | Parachutistenbrevet C (brevet vrije val C)                                                              |
|         | Insigne voor Optreden onder Gevechtsomstandigheden                                                      |
|         | Pathfinder (VS)                                                                                         |
|         | Militair ‘A’ Brevet van Parachutist (ABP), (fr) Brevet ‘A’ de Parachutiste Militaire (BAP) (België)     |
|         | Onderscheidingsteken voor generale staf-bekwaamheid Landmacht ('Gouden zon‘)                            |
|         | Herinneringsembleem luchtmobiele brigade                                                                |
|         | Herinneringsembleem commando (wordt alleen gedragen als men niet registratief is ingedeeld bij het KCT) |
|         | United States Army Command and General Staff College (USACGSC) (VS)                                     |
|         | Commandokoord                                                                                           |

## Persoonlijk
Swillens is gehuwd  en heeft vier kinderen. Zijn hobby is sporten, hij doet onder andere aan triatlon.